# Urofolitropina
Urofolitropina é um fármaco que estimula o processo de ovulação, indicado em casos de infertilidade feminina. Trata-se de uma versão purificada do hormônio folículo-estimulante (FSH).

## Reações adversas
Urofolitropina pode causar uma série de reações adversas como: nasofaringites, diarreia, dor de cabeça, infecção do trato urinário, hemorragia vaginal, dores e infecções no trato gastrintestinal, excesso de secreção vaginal, entre outros.v

## Interações
- Alimentos lácteos
- Antieméticos
- Bebidas carbônicas

## Contra-indicações
O medicamento pode causar alterações no feto, caso seja administrado em uma mulher grávida. Deve ser evitado também em mulheres que estão amamentando.